# Megan Rapinoe
Megan Rapinoe, född 5 juli 1985 i Redding i Kalifornien, är en före detta professionell amerikansk fotbollsspelare som sist spelade i OL Reign samt i USA:s damlandslag i fotboll, med vilka hon vann VM-silver 2011, VM-guld 2019 och OS-guld 2012. Rapinoe var medkapten i landslaget tillsammans med Carli Lloyd och Alex Morgan från 2018 till 2020.
Rapinoe har en tvillingsyster och en bror och alla började med fotboll när de var ung. Hon stödjer den amerikanska idrottaren (Amerikansk fotboll) Colin Kaepernick i kampen mot rasism, bland annat genom att sätta sig på knäet när nationalhymnen spelas eller genom att vägra sjunga under nationalsången. Hon kräver att kvinnor ska tjäna lika mycket som män inom proffsfotbollen.
År 2019 grundade hon ett könsneutralt livsstilsvarumärke, re-inc, tillsammans med Christen Press, Tobin Heath och Meghan Klingenberg.
2 juli 2012 kom Rapinoe ut som lesbisk i en intervju med tidningen Out, och bekräftade där att hon hade träffat den australiska fotbollsspelaren Sarah Walsh i tre år. Den 20 juli 2017 bekräftade Seattle Storm-spelaren Sue Bird och Rapinoe att de hade dejtat sedan slutet av 2016. Den 30 oktober 2020 meddelade Rapinoe och Bird att de är förlovade.